# Abu Marwan Abd al-Malik
Abu Marwan Abd al-Malik al-Ghazi (arabisch أبو مروان عبد الملك الغازي, DMG Abū Marwān ʿAbd al-Malik al-Ġāzī; * um 1541 in Marrakesch, Marokko; † 4. August 1578 in Ksar-el-Kebir, Marokko) war vierter Sultan der Saadier in Marokko (1576–1578).

## Leben
Abu Marwan Abd al-Malik war ein Sohn des Sultans Mohammed ech-Cheikh, einem Angehörigen der zu dieser Zeit in Marokko herrschenden Dynastie der Saadier, und einer Frau namens Sahaba al-Rahmaniyya, die ihren Sohn auf dessen späteren Reisen in der Mittelmeerregion begleitete. Die Portugiesen und Spanier besaßen in der damaligen Epoche zahlreiche Handelsstützpunkte an der nordafrikanischen Küste, während die Osmanen 1517 Ägypten erobert hatten und Korsaren entsandten, um den Einfluss der beiden christlichen europäischen Mächte an der afrikanischen Mittelmeerküste zurückzudrängen. Zwar betrachteten die Osmanen die Saadier als mögliche nützliche Gehilfen im Kampf gegen Portugal und das von den Habsburgern regierte Spanien, gleichzeitig aber auch als potentielle Rivalen. Daher entsandten sie Janitscharen nach Marokko, wo diese als angebliche Deserteure in den Dienst von Abd al-Maliks Vater traten, in Wirklichkeit aber die Aufgabe hatten, den Sultan auszuspähen. Abd al-Malik wuchs jedoch nicht nur im Umfeld von Marokkanern und zugewanderten Osmanen auf, sondern auch von iberischen Muslimen, die vor dem Druck der erzwungenen Konversion zum Katholizismus aus Spanien nach Nordafrika geflohen waren.
Wegen seiner Schaffung eines durchsetzungsfähigen marokkanischen Sultanats, das nicht bedingungslos osmanischen Wünschen Folge leisten würde, ermordete ein als Agent fungierender Janitschar im Oktober 1557 Sultan Mohammed ech-Cheikh. In den folgenden familieninternen Machtkämpfen setzte sich Abd al-Maliks älterer Bruder Abdallah al-Ghalib (regierte 1557–1574) durch und wurde neuer Machthaber. Aus Furcht vor Nachstellungen floh Abd al-Malik mit seiner Mutter und seinen beiden Brüdern Ahmad al-Mansur und Abd al-Mumin aus Marokko. Er suchte im von den Osmanen eroberten Algerien Zuflucht, wo er zuerst in Tlemcen und dann in Algier lebte. In dieser Zeit erhielt er eine Ausbildung in osmanischer Militärtechnik, heiratete die Tochter eines Türken namens Hajj Murad und kam auch mit der osmanischen Kultur in Berührung. Mehrmals reiste er nach Konstantinopel und nahm am 7. Oktober 1571 auf türkischer Seite an der Seeschlacht von Lepanto teil, in deren Verlauf er in Gefangenschaft geriet und dem spanischen König Philipp II. vorgeführt wurde. Auf dessen Anordnung wurde er in Oran interniert. Nun erlernte Abd al-Malik Spanisch und weitere europäische Sprachen und machte sich mit europäischer Kultur vertraut. 1573 gelang ihm die Flucht und er kehrte ins Osmanische Reich zurück. Als er im Januar 1574 in Konstantinopel weilte, erkrankte er während einer Pest-Epidemie und wurde vom französischen Arzt Guillaume Bérard geheilt, woraufhin beide Freundschaft schlossen.
Im Sommer 1574 beteiligte sich Abd al-Malik als Kommandant einer Heeresabteilung an der osmanischen Rückeroberung des von den Spaniern besetzten Tunis. Mittlerweile war in Marokko nach dem Tod Abdallahs al-Ghalib (21. Januar 1574) dessen ältester Sohn Abu Abdallah Muhammad al-Mutawakkil auf den Thron gefolgt. Abd al-Malik bat den neuen osmanischen Sultan Murad III. um Militärhilfe bei der von ihm beabsichtigten Bekriegung seines Neffen, da er sich nun selbst die Herrschaft über Marokko erkämpfen wollte. Als Gegenleistung stellte er in Aussicht, künftig als osmanischer Vasallenherrscher zu regieren. Murad III. stimmte schließlich zu. Mit Unterstützung seines Bruders Ahmad sammelte Abd al-Malik in Algier eine bedeutende, aus Janitscharen gebildete Streitmacht, fiel mit dieser und weiteren Truppen in Marokko ein und schlug Abu Abdallah im März 1576 in der Schlacht von ar-Rukn. Anschließend konnte er die nahegelegene Stadt Fès besetzen. Er schickte seine osmanischen Truppen nach Algerien zurück und setzte mit marokkanischen und iberisch-muslimischen Soldaten den Krieg gegen Abu Abdallah fort, den er erneut bei Salé besiegte. Abu Abdallah floh nach Marrakesch, das aber ebenfalls bald in die Hände Abd al-Maliks fiel, und schließlich nach Portugal.
Abd al-Malik legte sich den Regierungstitel al-Mutasim Billah bei und erkannte zunächst die Oberhoheit Murads III. an. Er bemühte sich in der Folgezeit um die Belebung des Handels mit Europa, wobei besonders Kaufleute aus England bevorzugt wurden. Mit Königin Elisabeth I. initiierte er die Englisch-Marokkanische Allianz. Allerdings konnte der gestürzte Abu Abdallah den jungen portugiesischen König Sebastian zu einem Feldzug nach Marokko bewegen. Abd al-Malik stellte seinen muslimischen Untertanen den Kampf als Heiligen Krieg gegen die Ungläubigen dar sowie seinen Neffen als Apostaten, der die Hilfe christlicher Mächte in Anspruch nehme. Kurz vor der entscheidenden, am 4. August 1578 ausgetragenen Schlacht von Alcácer-Quibir erkrankte Abd al-Malik schwer, nahm aber dennoch an dieser militärischen Auseinandersetzung persönlich teil. Das aktive Oberkommando in der Schlacht vertraute er seinem jüngeren Bruder Ahmad al-Mansur an. Die portugiesischen Streitkräfte und die verbündeten Truppen Abu Abdallahs erlitten nach vierstündigem hartem Kampf eine vollständige Niederlage und hatten 8000 Tote zu beklagen. König Sebastian fiel, Abu Abdallah ertrank auf der Flucht in einem Fluss und auch Abd al-Malik verstarb während der Schlacht wohl eines natürlichen Todes an den Folgen seiner Krankheit. Doch hielten marokkanische Historiker auch eine Vergiftung des Sultans im Rahmen einer osmanischen Verschwörung für möglich. Aufgrund des gleichzeitigen Todes von König Sebastian, Abu Abdallah und Abd al-Malik während der Schlacht wird diese auch als die „Schlacht der drei Könige“ bezeichnet. Der Nachfolger Abd al-Maliks als marokkanischer Sultan wurde sein Bruder Ahmad al-Mansur (regierte 1578–1603).